# Мичелвил (Ајова)
Мичелвил (енгл. Mitchellville) град је у америчкој савезној држави Ајова. По попису становништва из 2010. у њему је живело 2.254 становника.

## Демографија
Према попису становништва из 2010. у граду је живело 2.254 становника, што је 539 (31,4%) становника више него 2000. године.
| Група             | 2000.         | 2010.         |
| Белци             | 1.659 (96,7%) | 2.017 (89,5%) |
| Афроамериканци    | 5 (0,3%)      | 130 (5,8%)    |
| Азијати           | 12 (0,7%)     | 11 (0,5%)     |
| Хиспаноамериканци | 23 (1,3%)     | 55 (2,4%)     |
| Укупно            | 1.715         | 2.254         |